# 苍之彼方的四重奏 EXTRA1
《蒼之彼方的四重奏 EXTRA1》是由sprite於2017年6月30日發售的戀愛冒險類型成人遊戲，《蒼之彼方的四重奏》的衍生作品。本作沿用前作的世界观和设定，以前作有坂真白的路线来展开，讲述了有坂真白和日向晶也的恋爱日常。2019年6月，HIKARI FIELD与NekoNyan联合宣布，将制作本作的中英文版合集。本作亦被移植至任天堂Switch平台发售，取名为《蒼之彼方的四重奏 EXTRA1S》，较原版添加了新增剧情。

## 故事介绍
本作设定为接续本传的有坂真白线路。真白发现自己学习成绩接近挂科、厨艺不如其他角色，开始担心会被主人公日向晶也讨厌，甚至男朋友晶也被其他角色抢走、家中开的“真白乌冬面”倒闭。在母亲的提议下，真白决定与晶也进行一次“世界上最完美的约会”。为此，真白找朋友打探主人公的喜好，挑选了约会衣服、还学习制作便当、与主人公一同制定约会计划。最终，在所有人的努力筹备下，约会非常成功，二人的关系也更进一步。

## 登场角色

### 主要角色
日向晶也
本作男主角，真白的恋人，一直支持着她。
有坂真白（聲：瀬良みと）
家里开的乌冬面店是四岛列岛的地方特产。久奈浜FC部唯一的1年级学生。把失去干劲的美咲带回了FC部，体会到了努力的乐趣。特别喜欢总是支持着自己的晶也，交往以后一直向他撒娇。

### 其他角色
仓科明日香（聲：澤田夏）
对谁都是礼貌地讲敬语。坦率的性格，是一心一意努力的人。将真白视为可爱的学妹爱护着，也教导了她要保持放松的心态。
鸢泽美咲（聲：绀野由梨）
一时心血来潮的心肠。特别喜欢乌冬面。即便是真白和晶也成为了恋人的关系，她还是真白爱慕的前辈。
市之濑莉佳（聲：三代真子）
在高藤上学的日向家的邻居。通过与真白组建速度同盟，成为了可以拜访对方的家的朋友。作为真白挚友应援着她的恋情。
青柳窗果（聲：铃田美夜子）
晶也的同班同学，久奈浜FC部的经理兼部长。一边欺负着真白和晶也，一边温柔地守护着他们。
保坂实里（聲：桃井穂美）
真白的同班同学兼广播部部员。间接担当着真白的恋爱顾问，总是被她牵着鼻子走。
虎鱼有梨华
真白的幼驯染。四岛水产1年级生。只要和真白见面就会发生争吵，实际上非常关心她。
有坂牡丹
真白的母亲，和真白父亲一起把“真白乌冬店”搞得红红火火。溺爱独生女的真白，也给她的男友晶也提供帮助。
真藤一成
高藤FC部三年级原部长。引退后也曾作为教练留在社团活动中。憧憬幼年时期的日向晶也而开始了FC，对晶也抱着不寻常的感情。

## 開發
《蒼之彼方的四重奏 EXTRA1》由sprite負責製作，它的劇本由撰寫，鈴森、共同描畫原畫。鈴森亦為這部作品的監督。除了鈴森，製作人亦為《EXTRA1》的監督。背景音樂由Elements Garden負責。
《蒼之彼方的四重奏》EXTRA系作品的女主角是按照雜誌投票結果選出的，因此製作人員決定《EXTRA1》的女主角由《電擊G's magazine》角色人氣投票中獲得高位的真白擔任。不過明日香、莉佳等女主角亦会在作品中有着一定戲份，以照顧不同玩家的需要。他們在開始製作後決定把描寫重點放在真白的努力上，並「以日常為中心」。

## 發行
《蒼之彼方的四重奏 EXTRA1》在2016年11月18日開放預約。官方會為預約者贈送收錄《EXTRA1》主題曲的光碟。sprite亦在12月12日為預約者舉辦抽獎活動，讓他們有機會獲得以《蒼之彼方的四重奏》系列角色為主題的獎品。標準版和豪華版於2017年6月30日發售，同時相容Windows XP/Vista/7/8/8.1/10。購入豪華版的玩家會獲附送以真白為主題的掛毯。掛毯款式因售賣商店而異。
下載版於2017年11月10日經DMM推出。官方中文版和英文版在2020年11月6日開售。本作亦被移植至任天堂Switch平台发售，取名为《蒼之彼方的四重奏 EXTRA1S》并添加了新增剧情。

## 主题曲
開場曲One Small Step
作词：，作曲：中澤伴行、，编曲：中沢伴行，主唱：KOTOKO
結尾曲Happy Tomorrow
作词：RUCCA，作曲、编曲：母里治樹（Elements Garden），主唱：有坂真白

## 評價
在發售當月，《蒼之彼方的四重奏 EXTRA1》登上了日本美少女遊戲暨動漫相關商品銷售網站Getchu屋美少女遊戲銷量排行榜第2位；成人遊戲雜誌《BugBug》的6月中至7月中美少女遊戲銷量排行榜第2位。《BugBug》在它登上第2位時形容《EXTRA1》能讓玩家感受真白「帶點笨拙的可愛」。在Getchu屋上，《EXTRA1》亦被票選為2017年6月第2佳的美少女遊戲。
《BugBug》的黑白馬（黒い白馬）認為，真白在此作中為了主角而特訓的樣子「非常有趣」，並表示《EXTRA1》的真白讓他感受到她對晶也的愛。他最後總結道，這部作品除了適合真白的粉絲之外，亦適合喜歡其他女主角的玩家遊玩。

## 外部連結
- 官方網站 （页面存档备份，存于）（日語）
- 中文版官方網站 （页面存档备份，存于）（简体中文）